# Unterseeboot 123 (1940)
Pour les articles homonymes, voir Unterseeboot 123 et Blaison (homonymie).
L'Unterseeboot 123 ou U-123 (autre nom : Blaison (Q165)) est un sous-marin allemand de type IX.B utilisé par la Kriegsmarine pendant la Seconde Guerre mondiale.
Ce sous-marin a obtenu le 5e meilleur palmarès de tous les U-Boote avec un total de 223 816 tonneaux de navires coulés (44 navires). Il fait l'objet d'un film de propagande nazie.

## Historique
Il quitte Kiel en Allemagne pour sa première patrouille sous les ordres du Kapitänleutnant Karl-Heinz Moehle le 21 septembre 1940. À la demande de la Luftwaffe, il part vers la zone de Rockall effectuer des relevés météo. Après 33 jours et six navires coulés pour un total de 25878 tonneaux, il rejoint la base sous-marine de Lorient le 29 octobre 1940. Au cours de cette mission, Karl-Heinz Moehle reçoit sa Croix de fer 1re classe le 24 octobre 1940.

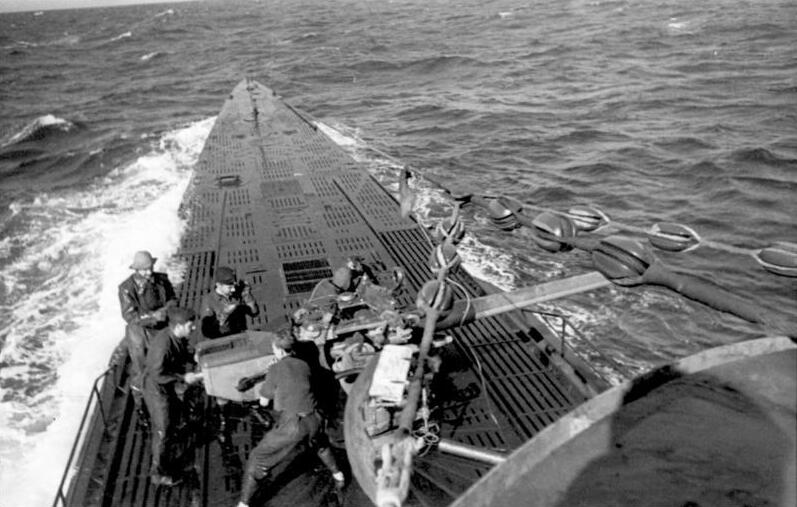
Membres d'équipage de l'U-123 en exercice en janvier/février 1942

Sa deuxième patrouille se déroule du 14 novembre au 28 novembre 1940, soit 15 jours. Il navigue au nord-ouest de l'Irlande et coule 5 navires pour un total de 25 676 tonneaux. Lors de sa dernière attaque, le 23 novembre 1940, en faisant surface, l'U-123 entre en collision avec un objet non identifié endommageant sérieusement le kiosque et les périscopes, l'obligeant à retourner précipitamment à Lorient. Les réparations durent cinquante jours, ce qui permet à l'équipage de partir en permission en Allemagne.
En décembre 1940 dans la nuit du 9 au 10 décembre il est endommagé par des bombardement britanniques.
Il quitte Lorient le 14 janvier 1941 pour sa troisième patrouille au nord-ouest de l'Irlande dans la zone de Rockall. Il coule quatre navires pour un total de 25 676 tonneaux. Après 46 jours en mer, il rejoint son port d'attache de Lorient qu'il atteint le 28 février 1941. Au cours de cette mission, le 26 février 1941 Karl-Heinz Moehle reçoit la Croix de chevalier de la Croix de fer.
Sa quatrième patrouille se déroule du 10 avril au 11 mai 1941, soit 32 jours en mer. Il ne coule qu'un seul navire de 6 991 tonneaux dans l'Atlantique Nord.
Le 19 mai 1941, le Kapitänleutnant Karl-Heinz Moehle quitte le commandement de l'U-123 et est remplacé par le Kapitänleutnant Reinhard Hardegen. Karl-Heinz Moehle est affecté à l'état-major de la 5. Unterseebootsflottille (flottille d'entraînement) à Kiel.
Partant pour sa cinquième patrouille le 8 juin 1941, son périscope d'attaque tombe en panne et l'oblige à retourner à Lorient le 12 juin 1941, soit cinq jours en mer.
Il reprend la mer pour sa cinquième patrouille, du 15 juin au 23 août 1941, soit 70 jours en mer, l'amenant jusqu'au large de la Guinée.
Le 27 juin 1941, après avoir torpillé deux navires du convoi SL-78, l'U-123 est pris à partie par l'escorte du convoi pendant 11 heures ; il s'échappe en plongeant profondément - jusqu'à 654 pieds (200 m), au-dessous de la portée des grenades sous-marines britanniques.
Le 12 août 1941, l'U-Boot est attaqué par des escortes de convoi à l'ouest du Portugal. Il est obligé de plonger et subit des dégâts modérés malgré les 126 grenades sous-marines lancées contre lui, y compris 30 à proximité comme le rapportent plus tard les sous-mariniers allemands.
L'Unterseeboot 123 rentre en France, en augmentant ses résultats de cinq navires coulés pour un total de 21 507 tonneaux. Le jour de son retour de patrouille, le Kapitänleutnant Reinhard Hardegen reçoit la Croix de fer 1re classe.
En octobre il pars pour l'ouest de l'Irlande et l'Atlantique Nord.
Sa sixième patrouille, du 14 octobre au 22 novembre 1941, soit 40 jours en mer, lui permet d'attaquer et d'endommager un navire de guerre anglais de 13 984 tonneaux. Il navigue au large du Groenland et de Terre-Neuve.
Le 21 octobre 1941, après avoir endommagé le navire marchand armé britannique HMS Aurania, l'U-123 récupère un marin de ce navire à bord en tant que prisonnier. Dans la soirée, l'U-Boot subit de légers dommages à cause de deux bombes larguées par un hydravion Short S.25 Sunderland britannique.
Sa septième patrouille, du 23 décembre 1941 au 9 février 1942, soit 49 jours en mer, augmente ses résultats de huit navires coulés pour un total de 49 421 tonneaux et un endommagé de 8 206 tonneaux en naviguant le long des côtes américaines faisant partie du dispositif initial de l'Opération Paukenschlag, aussi appelé Second Happy Time ou Opération Drumbeat en janvier 1942.
En 1941, cet U-Boot est l'objet d'un film de propagande nazie : Sous-marin, en avant ! (U-Boote westwärts !) réalisé par Günther Rittau.
Le 16 janvier 1942, à 0 h 1, l'U-Boot est surpris et attaqué par un avion au large de New York. Quatre bombes sont larguées, qui le manquent et l'U-123 s'échappe indemne.
Le 19 janvier 1942, le navire Kosmos II tente d'éperonner l'U-123 en surface au large de l'Oregon Inlet (en). Le sous-marin est en eaux peu profondes, sans torpille du côté gauche et avec l'un des moteurs Diesel hors d'usage. L'équipage allemand démarre le moteur au moment où le navire ennemi se trouve à seulement 75 mètres de lui. Il réussit à pleine vitesse à se mettre hors de portée du navire.
Au cours de cette mission, le Kapitänleutnant Reinhard Hardegen reçoit le 23 janvier 1942 la Croix de chevalier de la Croix de fer.
En février 1942 il revient des côtes américaines, il sera le premier U-Boot à en revenir.
Sa huitième patrouille, du 2 mars au 2 mai 1942, soit 69 jours en mer, augmente encore ses résultats de trois navires coulés pour un total de 64 227 tonneaux, le plus fort tonnage coulé pendant une patrouille de l'U-123.
Le 27 mars 1942, après avoir été torpillé par l'U-123 au large de la côte-Est américaine, le Q-ship américain USS Atik (AK 101) prend les Allemands par surprise par une contre-attaque. Un membre d'équipage de l'U-123 est mortellement blessé mais le Q-ship est coulé avec tout son équipage.
Le 2 avril 1942, lors de l'attaque sur le navire Liebre, l'U-123 est contraint de plonger par un navire de patrouille et est attaqué avec une grenade sous-marine dans des eaux peu profondes. L'U-123 s'échappe en bon état, car aucune autre attaque n'intervient.
Le 11 avril 1942, après avoir coulé le navire Gulfamerica, l'U-123 se trouve dans des eaux peu profondes quand un avion le détecte et fait se diriger un destroyer sur sa position. À 9 h 17, six grenades sous-marines sont larguées sur l'U-123 qui se déplace sur le fond à une profondeur de 20 m et est endommagé. L'U-123 fait silence, et malgré les bulles d'air s'échappant des soupapes endommagées, plus aucune grenade sous-marine n'est lancée par le destroyer qui quitte la zone après une heure. La plupart des dégâts ont pu être réparés par l'équipage et l'U-123 continue sa patrouille.
Au cours de cette mission, le Kapitänleutnant Reinhard Hardegen reçoit le 23 avril 1942 les feuilles de chêne de sa Croix de chevalier. Le 7 mai 1942, il est décoré de l'Insigne de combat des U-Boote avec diamants.
Grâce à ses succès, l'U-Boot U-123 quitte Lorient le 16 mai 1942 pour rejoindre Bergen qu'il atteint le 24 mai 1942 pour une série de visites de propagande. Le lendemain, il part pour Kristiansand, puis deux jours plus tard, le 26 mai, pour Aarhus au Danemark. Le 28 mai 1942, il part pour Kiel qu'il atteint le lendemain. Le 5 juin 1942, il quitte Kiel pour rejoindre Stettin deux jours plus tard.
Le 31 juillet 1942, le Kapitänleutnant Reinhard Hardegen cède le commandement de l'U-123 au Oberleutnant zur See Horst von Schroeter.
Pour sa neuvième patrouille, il quitte Kiel le 5 décembre 1942 pour rejointe son port d'attache de Lorient qu'il atteint le 6 février 1943, après 64 jours en mer et un résultat d'un navire endommagé de 7 068 tonneaux.
La dixième patrouille, du 13 mars au 8 juin 1943, soit 88 jours en mer, le fait naviguer le long des côtes africaines jusqu'en Côte d'Ivoire et au Canarie, Il coule quatre navires pour un total de 28 855 tonneaux.
Le 1er août 1943, l'U-123 fait une sortie en mer pour cinq jours.
Sa onzième patrouille, du 16 août au 7 novembre 1943, soit 84 jours en mer, lui fait rejoindre les côtes guyanaises et brésiliennes sans succès.
Aux alentours du 25 août 1943, des grenades sous-marines lui sont lancées par des navires d'escorte au large du cap Finisterre, sans dommages.

Le 7 novembre 1943 en revenant d'une mission en Guyane à 9 h 44, dans le Golfe de Gascogne, proche de son port d'attache, l'U-123 subit la première attaque enregistrée par un "tsé-tsé", un avion de Havilland DH.98 Mosquito de la Royal Air Force du No. 618 Squadron (en) équipé d'un canon de 57 mm qui touche au but sur la tourelle et laisse l'U-Boot avec un mort et deux blessés, incapable de plonger en raison d'un trou mesurant 18 × 6,5 cm.
Le 12 décembre 1943, l'Oberleutnant zur See Horst von Schroeter est décoré de la Croix allemande en Or.
Il repart le 29 décembre 1943 pour deux jours en mer.
Sa douzième et dernière patrouille, du 9 janvier au 24 avril 1944, soit 107 jours en mer, est la plus longue de sa carrière, mais ne lui apporte aucun succès.
Il est mis hors service à Lorient le 17 juin 1944, puis sabordé le 19 août 1944. À la reddition de l'Allemagne nazie, il est capturé en mai 1945 par les forces américaines dans l'un des alvéoles de Keroman I de la base de Lorient. Il devient prise de guerre pour la Marine française et prend le nom de Blaison (Q165) le 23 juin 1947, en hommage à Georges Louis Nicolas Blaison, devenant ainsi sous-marin français.
le 22 juillet 1945 quand le Général De Gaulle visite la base de Lorient le U-123 est sorti sur les rail de transports à l'emplacement actuel du Flore un sous marin visitable de la marine française.
Il est désarmé le 18 août 1959.

## Affectations
- 2. Unterseebootsflottille du 30 mai 1940 au 30 septembre 1940 à Wilhelmshaven pendant sa période de formation
- 2. Unterseebootsflottille du 1er octobre 1940 au 17 janvier 1944 à la base sous-marine de Lorient en tant qu'unité combattante
- 2. Unterseebootsflottille du 18 janvier 1944 au 1er août 1944 à la base sous-marine de Lorient en tant qu'unité de formation et d'entrainement

## Commandement
- Kapitänleutnant Karl-Heinz Moehle du 30 mai 1940 au 19 mai 1941
- Kapitänleutnant Reinhard Hardegen du 19 mai 1941 au 31 juillet 1942
- Oberleutnant zur See Horst von Schroeter  du 1er août 1942 au 17 juin 1944

## Patrouilles
|       | Commandant                       | Départ            | Départ       | Arrivée          | Arrivée      | Jours     | Succès    |
| ----- | -------------------------------- | ----------------- | ------------ | ---------------- | ------------ | --------- | --------- |
| 1     | Kptlt. Karl-Heinz Moehle         | 21 septembre 1940 | Kiel         | 23 octobre 1940  | Lorient      | 33 jours  | 25 878    |
| 2     | Kptlt. Karl-Heinz Moehle         | 14 novembre 1940  | Lorient      | 28 novembre 1940 | Lorient      | 15 jours  | 25 676    |
| 3     | Kptlt. Karl-Heinz Moehle         | 10 avril 1941     | Lorient      | 28 février 1941  | Lorient      | 46 jours  | 22 186    |
| 4     | Kptlt. Karl-Heinz Moehle         | 8 novembre 1941   | Lorient      | 11 mai 1941      | Lorient      | 32 jours  | 6 991     |
|       | Kptlt. Reinhard Hardegen         | 8 juin 1941       | Lorient      | 12 juin 1941     | Lorient      | 5 jours   |           |
| 5     | Kptlt. Reinhard Hardegen         | 15 juin 1941      | Lorient      | 23 août 1941     | Lorient      | 70 jours  | 21 507    |
| 6     | Kptlt. Reinhard Hardegen         | 14 octobre 1941   | Lorient      | 22 novembre 1941 | Lorient      | 40 jours  | 13 984    |
| 7     | Kptlt. Reinhard Hardegen         | 23 décembre 1941  | Lorient      | 9 février 1942   | Lorient      | 49 jours  | 57 627    |
| 8     | Kptlt. Reinhard Hardegen         | 2 mars 1942       | Lorient      | 2 mai 1942       | Lorient      | 62 jours  | 64 227    |
|       | Kptlt. Reinhard Hardegen         | 16 mai 1942       | Lorient      | 24 mai 1942      | Bergen       | 9 jours   |           |
|       | Kptlt. Reinhard Hardegen         | 25 mai 1942       | Bergen       | 26 mai 1942      | Kristiansand | 2 jours   |           |
|       | Kptlt. Reinhard Hardegen         | 26 mai 1942       | Kristiansand | 27 mai 1942      | Aarhus       | 2 jours   |           |
|       | Kptlt. Reinhard Hardegen         | 28 mai 1942       | Aarhus       | 29 mai 1942      | Kiel         | 2 jours   |           |
|       | Kptlt. Reinhard Hardegen         | 3 juin 1942       | Kiel         | 5 juin 1942      | Stettin      | 3 jours   |           |
| 9     | Oblt. Horst von Schroeter        | 5 décembre 1942   | Kiel         | 6 février 1943   | Lorient      | 64 jours  | 10 453    |
| 10    | Oblt. Horst von Schroeter        | 13 mars 1943      | Lorient      | 8 juin 1943      | Lorient      | 88 jours  | 28 855    |
|       | Oblt. Horst von Schroeter        | 1er août 1943     | Lorient      | 5 août 1943      | Lorient      | 5 jours   |           |
| 11    | Oblt. Horst von Schroeter        | 16 août 1943      | Lorient      | 7 novembre 1943  | Lorient      | 84 jours  |           |
|       | Oblt. Horst von Schroeter        | 29 décembre 1943  | Lorient      | 30 décembre 1943 | Lorient      | 2 jours   |           |
| 12    | Kptlt. Oblt. Horst von Schroeter | 9 janvier 1944    | Lorient      | 24 juin 1944     | Lorient      | 107 jours |           |
| Total | Total                            | Total             | Total        | Total            | Total        | 690 jours | 277 384 t |

Note : Oblt. = Oberleutnant zur See - Kptlt. = Kapitänleutnant

### Opérations Wolfpack
L'U-123 a opéré avec les Wolfpacks (meutes de loup) durant sa carrière opérationnelle:
1. Schlagetot (20 octobre 1941 - 23 octobre 1941)
2. Raubritter (1er novembre 1941 - 11 novembre 1941)
3. Störtebecker (16 novembre 1941 - 18 novembre 1941)
4. Spitz (22 décembre 1942 - 31 décembre 1942)
5. Jaguar (13 janvier 1943 - 24 janvier 1943)
6. Seeräuber (25 mars 1943 - 30 mars 1943)

## Navires coulés
L'Unterseeboot 123 a coulé 42 navires marchands pour un total de 219 924 tonneaux, un navire de guerre auxiliaire de 3 209 tonneaux, un navire de guerre de 683 tonneaux et endommagé cinq autres navires marchands pour un total de 39 584 tonneaux, ainsi qu'un navire de guerre auxiliaire de 13 984 tonneaux au cours des 12 patrouilles qu'il effectua.
| Patrouille                                                                                   | Date             | Nom                  | Nationalité     | Tonnage (GRT) | Fait                                               |
| -------------------------------------------------------------------------------------------- | ---------------- | -------------------- | --------------- | ------------- | -------------------------------------------------- |
| 1re patrouille du 21 septembre au 23 octobre 1940 au large de l'Irlande                      | 6 octobre 1940   | Benlawers            | Grande-Bretagne | 5 943         | Coulé                                              |
| 1re patrouille du 21 septembre au 23 octobre 1940 au large de l'Irlande                      | 10 octobre 1940  | Graigwen             | Grande-Bretagne | 3 697         | Coulé                                              |
| 1re patrouille du 21 septembre au 23 octobre 1940 au large de l'Irlande                      | 19 octobre 1940  | Boekelo              | Pays-Bas        | 2 118         | Coulé                                              |
| 1re patrouille du 21 septembre au 23 octobre 1940 au large de l'Irlande                      | 19 octobre 1940  | Clintonia            | Grande-Bretagne | 3 106         | Coulé                                              |
| 1re patrouille du 21 septembre au 23 octobre 1940 au large de l'Irlande                      | 19 octobre 1940  | Sedgepool            | Grande-Bretagne | 5 556         | Coulé                                              |
| 1re patrouille du 21 septembre au 23 octobre 1940 au large de l'Irlande                      | 19 octobre 1940  | Shekatika            | Grande-Bretagne | 5 458         | Coulé                                              |
| 2e patrouille du 14 au 28 novembre 1940 au sud de l'Islande                                  | 22 novembre 1940 | Cree                 | Grande-Bretagne | 4 791         | Coulé                                              |
| 2e patrouille du 14 au 28 novembre 1940 au sud de l'Islande                                  | 23 novembre 1940 | Anten                | Suède           | 5 135         | Coulé                                              |
| 2e patrouille du 14 au 28 novembre 1940 au sud de l'Islande                                  | 23 novembre 1940 | King Idwal           | Grande-Bretagne | 5 115         | Coulé                                              |
| 2e patrouille du 14 au 28 novembre 1940 au sud de l'Islande                                  | 23 novembre 1940 | Oakcrest             | Grande-Bretagne | 5 407         | Coulé                                              |
| 2e patrouille du 14 au 28 novembre 1940 au sud de l'Islande                                  | 23 novembre 1940 | Tymeric              | Grande-Bretagne | 5 228         | Coulé                                              |
| 3e patrouille du 14 janvier au 28 février 1941 au sud de l'Islande                           | 24 janvier 1941  | Vespasian            | Norvège         | 1 570         | Coulé                                              |
| 3e patrouille du 14 janvier au 28 février 1941 au sud de l'Islande                           | 4 février 1941   | Empire Engineer      | Grande-Bretagne | 5 358         | Coulé                                              |
| 3e patrouille du 14 janvier au 28 février 1941 au sud de l'Islande                           | 15 février 1941  | Alnmoor              | Grande-Bretagne | 6 573         | Coulé                                              |
| 3e patrouille du 14 janvier au 28 février 1941 au sud de l'Islande                           | 24 février 1941  | Grootekerk           | Pays-Bas        | 8 685         | Coulé                                              |
| 4e patrouille du 10 Avril au 11 mai 1941 au sud de l'Islande                                 | 17 avril 1941    | Venezuela            | Suède           | 6 991         | Coulé                                              |
| 5e patrouille du 15 Juin au 23 août 1941 vers la Guinée                                      | 20 juin 1941     | Ganda                | Portugal        | 4 333         | Coulé                                              |
| 5e patrouille du 15 Juin au 23 août 1941 vers la Guinée                                      | 27 juin 1941     | Oberon               | Pays-Bas        | 1 996         | Coulé                                              |
| 5e patrouille du 15 Juin au 23 août 1941 vers la Guinée                                      | 27 juin 1941     | P.L.M. 22            | Grande-Bretagne | 5 646         | Coulé                                              |
| 5e patrouille du 15 Juin au 23 août 1941 vers la Guinée                                      | 29 juin 1941     | Rio Azul             | Grande-Bretagne | 4 088         | Coulé                                              |
| 5e patrouille du 15 Juin au 23 août 1941 vers la Guinée                                      | 4 juillet 1941   | Auditor              | Grande-Bretagne | 5 444         | Coulé                                              |
| 6e patrouille du 14 octobre au 22 novembre 1941 vers Terre-Neuve avec le Wolfpack Schlagetot | 21 octobre 1941  | Ariana               | Grande-Bretagne | 13 984        | Escorte du convoi SL-89. Endommagé                 |
| 7e patrouille du 23 décembre 1941 au 9 février 1942 sur la côte est des états-unis           | 12 janvier 1942  | Cyclops              | Grande-Bretagne | 9 076         | Coulé                                              |
| 7e patrouille du 23 décembre 1941 au 9 février 1942 sur la côte est des états-unis           | 14 janvier 1942  | Norness              | Panama          | 9 577         | Coulé                                              |
| 7e patrouille du 23 décembre 1941 au 9 février 1942 sur la côte est des états-unis           | 15 janvier 1942  | Coimbra              | Grande-Bretagne | 6 768         | Coulé                                              |
| 7e patrouille du 23 décembre 1941 au 9 février 1942 sur la côte est des états-unis           | 19 janvier 1942  | Ciltyvaria           | Lettonie        | 3 799         | Coulé                                              |
| 7e patrouille du 23 décembre 1941 au 9 février 1942 sur la côte est des états-unis           | 19 janvier 1942  | City of Atlanta      | USA             | 5 269         | Coulé                                              |
| 7e patrouille du 23 décembre 1941 au 9 février 1942 sur la côte est des états-unis           | 19 janvier 1942  | Malay                | USA             | 8 206         | Endommagé                                          |
| 7e patrouille du 23 décembre 1941 au 9 février 1942 sur la côte est des états-unis           | 19 janvier 1942  | Norvana              | USA             | 2 677         | Coulé                                              |
| 7e patrouille du 23 décembre 1941 au 9 février 1942 sur la côte est des états-unis           | 25 janvier 1942  | Culebra              | Grande-Bretagne | 3 044         | Coulé                                              |
| 7e patrouille du 23 décembre 1941 au 9 février 1942 sur la côte est des états-unis           | 27 janvier 1942  | Pan Norway           | Norvège         | 9 321         | Coulé                                              |
| 8e patrouille du 2 Mars au 2 Mai 1942 sur la côte est des états-unis                         | 22 mars 1942     | Muskogee             | USA             | 7 034         | Coulé                                              |
| 8e patrouille du 2 Mars au 2 Mai 1942 sur la côte est des états-unis                         | 24 mars 1942     | Empire Steel         | Grande-Bretagne | 8 138         | Coulé                                              |
| 8e patrouille du 2 Mars au 2 Mai 1942 sur la côte est des états-unis                         | 27 mars 1942     | USS Atik             | USA             | 3 209         | Coulé                                              |
| 8e patrouille du 2 Mars au 2 Mai 1942 sur la côte est des états-unis                         | 2 avril 1942     | Liebre               | USA             | 7 057         | Endommagé                                          |
| 8e patrouille du 2 Mars au 2 Mai 1942 sur la côte est des états-unis                         | 8 avril 1942     | Esso Baton Rouge     | USA             | 7 989         | Endommagé                                          |
| 8e patrouille du 2 Mars au 2 Mai 1942 sur la côte est des états-unis                         | 8 avril 1942     | Oklahoma             | USA             | 9 264         | Endommagé                                          |
| 8e patrouille du 2 Mars au 2 Mai 1942 sur la côte est des états-unis                         | 9 avril 1942     | Esparta              | USA             | 3 365         | Coulé                                              |
| 8e patrouille du 2 Mars au 2 Mai 1942 sur la côte est des états-unis                         | 11 avril 1942    | Gulfamerica          | USA             | 8 081         | Coulé                                              |
| 8e patrouille du 2 Mars au 2 Mai 1942 sur la côte est des états-unis                         | 13 avril 1942    | Korsholm             | Suède           | 2 647         | Coulé                                              |
| 8e patrouille du 2 Mars au 2 Mai 1942 sur la côte est des états-unis                         | 13 avril 1942    | Leslie               | USA             | 2 609         | Coulé                                              |
| 8e patrouille du 2 Mars au 2 Mai 1942 sur la côte est des états-unis                         | 13 avril 1942    | Alcoa Guide          | USA             | 4 834         | Coulé                                              |
| 9e patrouille du 5 décembre 1942 au 6 février 1943 en atlantique nord avec le Wolfpack Spitz | 29 décembre 1942 | Empire Shackleton    | Grande-Bretagne | 7 068         | Endommagé. Coulé par le U-435 le 29 décembre 1942. |
| 10e patrouille du 13 mars au 8 juin 1943 vers le Liberia                                     | 8 avril 1943     | Castillo Montealegre | Espagne         | 3 972         | Coulé                                              |
| 10e patrouille du 13 mars au 8 juin 1943 vers le Liberia                                     | 18 avril 1943    | Empire Bruce         | Grande-Bretagne | 7 459         | Coulé                                              |
| 10e patrouille du 13 mars au 8 juin 1943 vers le Liberia                                     | 18 avril 1943    | HMS P-615            | Grande-Bretagne | 683           | Coulé                                              |
| 10e patrouille du 13 mars au 8 juin 1943 vers le Liberia                                     | 29 avril 1943    | Nanking              | Suède           | 5 931         | Coulé                                              |
| 10e patrouille du 13 mars au 8 juin 1943 vers le Liberia                                     | 5 mai 1943       | Holmbury             | Grande-Bretagne | 4 566         | Coulé                                              |
| 10e patrouille du 13 mars au 8 juin 1943 vers le Liberia                                     | 9 mai 1943       | Kanbe                | Grande-Bretagne | 6 244         | Coulé                                              |

### Sources
- (en) Cet article est partiellement ou en totalité issu de l’article de Wikipédia en anglais intitulé « German submarine U-123 (1940) » (voir la liste des auteurs).